# Polski Kontyngent Wojskowy w Egipcie
Polski Kontyngent Wojskowy w Arabskiej Republice Egiptu w działaniach ewakuacji obywateli Rzeczypospolitej Polskiej przebywających w Strefie Gazy (PKW Egipt) – wydzielony komponent Sił Zbrojnych RP, przeznaczony do przeprowadzenia operacji ewakuacji lotniczej przebywających w Egipcie polskich obywateli ze Strefy Gazy w 2023 roku.

## Historia
Na bazie doświadczeń z operacji ewakuacji polskich obywateli i współpracowników z Afganistanu, stanowiącej pokłosie upadku rządu afgańskiego i zdobycia przez Talibów Kabulu 15 sierpnia 2021, ustawą z dnia 11 marca 2022 r. o obronie Ojczyzny znowelizowano ustawę z dnia 17 grudnia 1998 r. o zasadach użycia lub pobytu Sił Zbrojnych Rzeczypospolitej Polskiej poza granicami państwa, poszerzając ją o możliwość użycia kontyngentu wojskowego do ewakuacji obywateli Rzeczypospolitej Polskiej, w przypadku konieczności ochrony ich życia lub zdrowia, z państwa niebędącego państwem członkowskim Unii Europejskiej, Europejskiego Obszaru Gospodarczego i Organizacji Traktatu Północnoatlantyckiego.
7 października 2023 palestyński Hamas rozpoczął zbrojną agresję na Izrael. W odwecie Izrael rozpoczął operację pod kryptonimem Żelazne miecze, mającą na celu eliminacje Hamasu i jego bojowników poprzez uderzenia lotnicze oraz inwazję lądową na Strefę Gazy. Na terenach objętych działaniami wojennymi w pierwszej połowie listopada przebywało ok. 30 obywateli Polski. 10 listopada 2023 zostało wydane postanowienie Prezydenta RP o użyciu Polskiego Kontyngentu Wojskowego w Arabskiej Republice Egiptu w działaniach ewakuacji obywateli Rzeczypospolitej Polskiej przebywających w Strefie Gazy o liczebności do 150 żołnierzy i pracowników wojska oraz dwoma samolotami transportowymi C-130 i jednym C-295 na wyposażeniu.
Po zniesieniu blokady przejścia granicznego w Rafah na granicy egipsko-palestyńskiej 13 listopada 2023 i umożliwieniu wyjazdu ze Strefy Gazy cudzoziemcom, w tym grupie 18 obywateli Polski, Siły Zbrojne RP rozpoczęły operację Neon-E: do Egiptu wyleciały dwa samoloty transportowe C-130 Hercules z personelem Sił Powietrznych, Wojsk Specjalnych i Wojskowej Służby Zdrowia, pracownikami cywilnymi Ministerstwa Spraw Zagranicznych i Biura Bezpieczeństwa Narodowego oraz pomocą humanitarną dla Egiptu.
Pierwotne zakończenie operacji miało nastąpić 19 listopada, jednak została ona przedłużona do 30 listopada. Władze Polski ze względów bezpieczeństwa nie ujawniły łącznej liczby obywateli Polskich ewakuowanych w ramach operacji Neon-E oraz pozostałych w Strefie Gazy. W indywidualnych przypadkach wyjazd został zablokowany przez stronę izraelską.